# 허소 (정치인)
허소(許炤, 1970년 2월 ~ )는 대한민국의 정치인이자 행정가이다. 본관은 김해이다. 더불어민주당 대구광역시당 사무처장과 청와대 행정관을 역임하였다. 2020년 제21대 총선에서 대구 달서구 을에 국회의원 후보로 출마하였다. 독립운동가 방산 허훈의 5대손이다.

## 학력
- 1976년 ~ 1982년 : 대구초등학교 졸업
- 1982년 ~ 1985년 : 대륜중학교 졸업
- 1985년 ~ 1988년 : 경신고등학교 졸업
- 1989년 ~ 1997년 : 고려대학교 법학과 졸업

## 경력
- 1992년 ~ 1992년 : 고려대학교 동아리연합회 회장
- 2002년 ~ 2002년 : 노사모 중앙사무국 차장
- 2007년 8월 ~ 2008년 2월 : 노무현 정부 대통령비서실 정무기획비서관실 행정관
- 2012년 2월 ~ 2013년 6월 : 민주통합당→민주당 전략기획국 부국장
- 2013년 6월 ~ 2015년 7월 : 민주당→새정치민주연합 대구광역시당 사무처장
- 2015년 7월 ~ 2016년 9월 : 새정치민주연합→더불어민주당 전략기획국 부국장
- 2016년 9월 ~ 2017년 8월 : 더불어민주당 조사분석국 부국장
- 2017년 8월 ~ 2018년 9월 : 더불어민주당 대구광역시당 사무처장
- 2018년 9월 ~ 2019년 12월 : 문재인 정부 대통령비서실 국정기획상황실 행정관
- 2020년 4월 ~ 2023년 8월 : 더불어민주당 대구광역시당 달서구 을 지역위원회 위원장
- 2023년 8월 ~ : 더불어민주당 대구광역시당 중구·남구 지역위원회 위원장
- 2024년 7월 ~ : 더불어민주당 대구광역시당 위원장

## 역대 선거 결과
|  | 28.06% |

|  | 26.23% |